# Hotel MDM
Hotel MDM – hotel zbudowany w Warszawie po II wojnie światowej w ramach zespołu mieszkaniowego Marszałkowska Dzielnica Mieszkaniowa w Śródmieściu Południowym. Położony przy placu Konstytucji, stanowi centralny punkt przebiegającej z południa na północ ulicy Marszałkowskiej. Trzygwiazdkowy hotel jest obecnie prowadzony przez prywatną grupę hotelarską.

## Położenie
Budynek położony jest przy placu Konstytucji, który został przebudowany po wojnie, od jego południowej strony. Oficjalny adres to plac Konstytucji 1. Jest także północnym skrzydłem bloku budynków, który rozciąga się wzdłuż południowej kontynuacji Marszałkowskiej i ulicy Waryńskiego. Hotel MDM nie znajduje się dokładnie na środku przedłużenia Marszałkowskiej. Odcinek tej ulicy biegnący na wschód od Placu Unii Lubelskiej do Placu Konstytucji jest jednokierunkowy. Na zachód od hotelu przebiega ruchliwa ulica Waryńskiego. Bezpośrednio przed hotelem znajduje się rondo Placu Konstytucji.

## Historia
Hotel MDM jest integralną częścią Marszałkowskiej Dzielnicy Mieszkaniowej. Został zbudowany w ramach pierwszego etapu jej budowy (MDM I). Podobnie jak sąsiednie budynki, projekt powstał w specjalnie założonej pracowni „MDM” architektonicznej grupy roboczej kierowanej przez Józefa Sigalina. Innymi ważnymi architektami byli Stanisław Jankowski, Jan Knothe i Zygmunt Stępiński. Budowę rozpoczęto 1 sierpnia 1950 roku, a cały zespół ukończono 22 lipca 1952 roku.
Pierwotne plany architektów przewidywały budowę wieżowca na miejscu hotelu, który zdominowałby cały plac. Późniejszy plan przewidywał budowę tego wieżowca na obszarze położonym dalej na południe. Realizacja tego projektu (autorstwa Jana Knothe) doprowadziłaby do wyburzenia kościoła Zbawiciela na pobliskim placu Zbawiciela. Ostatecznie żaden z tych planów nie został jednak zrealizowany; po południowej stronie placu stanął dzisiejszy budynek hotelu, a uszkodzony w czasie wojny kościół Zbawiciela został wyremontowany.
Przez kilkadziesiąt lat dach budynku zdobił neon „Podróżuj Lotem”. W filmie Andrzeja Wajdy „Niewinni Czarodzieje” z lat 60. reklama ta widnieje nad hotelem w pierwszej scenie filmu. W hotelu mieścił się popularny klub taneczny „Pod Kandelabrami”, który nawiązywał nazwą do trzech gigantycznych latarni stojących przed hotelem.

## Architektura
Wysokość siedmiopiętrowego hotelu dorównuje wysokości okolicznych budynków. Podobnie jak cała dzielnica MDM, fasada utrzymana jest w stylu socrealizmu. Hotel wydaje się spoczywać na dwupiętrowym łuku (później zamurowanym). W rzeczywistości taki łuk znajduje się tylko od strony wschodniej, skąd przechodzi w skrzydło bloku ciągnące się wzdłuż Marszałkowskiej. Fasada z gzymsami i pilastrami ma strukturę klasycystyczną. Płaski dach otoczony jest attyką z gzymsem. Po bokach budynku znajdują się monumentalne rzeźby o wysokości około 4 metrów przedstawiające robotników.
Po modernizacji hotel dysponuje obecnie 142 pokojami i 1 apartamentem. Hotel jest członkiem stowarzyszenia Worldhotels AG, które zrzesza około 450 hoteli w 65 krajach.
Na parterze budynku, po prawej i lewej stronie od wejścia do hotelu znajdują się lokale gastronomiczne ("U Szwejka", "Green Café") oraz biuro podróży.